# Lauren Daigle
Lauren Ashley Daigle (Lafayette, Louisiana, 9 september 1991) is een Amerikaans zangeres. Ze kreeg internationale bekendheid met haar single You Say uit 2018.

## Biografie
Lauren Daigle werd geboren in Lafayette in de Amerikaanse staat Louisiana. Toen ze opgroeide noemde haar moeder hun huis 'the music box' (de muziekdoos). Op vijftienjarige leeftijd kreeg Daigle het cytomegalovirus, waardoor ze twee jaar lang ziek thuis lag. Daigle zei dat God haar in deze tijd haar toekomst in de muziekindustrie liet zien.
In 2010, toen Daigle negentien jaar oud was, deed ze mee met American Idol. Ze eindigde net buiten de top 24. Later zei ze dat haar deelname aan het programma haar 'iets gaf om in te geloven' en haar kracht gaf om door te gaan met haar carrière. Drie jaar later tekende ze bij het muzieklabel Centricity Music. Tegelijkertijd bracht ze haar eerste single uit, namelijk Light of the World. Dit nummer was onderdeel van het album Christmas: Joy To The World dat bestond uit nummers van artiesten van Centricity Music.
Het debuutalbum van Daigle heette How Can It Be en verscheen op 14 april 2015. Het album kwam binnen op nummer een op de Amerikaanse hitlijst voor christelijke albums en op nummer 29 op de Billboard Hot 200, de algemene albumlijst van de Verenigde Staten. How Can It Be werd genomineerd voor een Grammy voor beste moderne christelijke album. In Nederland ontving het album een Zilveren Duif Award in de categorie 'beste album internationaal'. In 2016 bracht Daigle een kerstalbum uit genaamd Behold: A Christmas Collection.
Lauren Daigles album Look Up Child werd uitgegeven op 7 september 2018. Het bereikte plaats drie op de Billboard Hot 200, een ongewoon hoge plaats voor een christelijk album. Het album werd voorafgegaan door de single You Say, dat wereldwijd in de hitlijsten belandde. Later verschenen van Look Up Child nog de singles Look Up Child en Rescue, waarvan de laatste een plaats in de tiplijst van de Vlaamse Ultratop 50 behaalde.

## Discografie

### Albums
| Album met eventuele hitnotering(en) in de Nederlandse Album Top 100 | Datum van verschijnen | Datum van binnenkomst | Hoogste positie | Aantal weken | Opmerkingen |
| ------------------------------------------------------------------- | --------------------- | --------------------- | --------------- | ------------ | ----------- |
| Look Up Child                                                       | 07-09-2018            | 13-07-2019            | 43              | 23           |             |

| Album met hitnotering(en) in de Vlaamse Ultratop 200 albums | Datum van verschijnen | Datum van binnenkomst | Hoogste positie | Aantal weken | Opmerkingen |
| ----------------------------------------------------------- | --------------------- | --------------------- | --------------- | ------------ | ----------- |
| Look Up Child                                               | 2018                  | 13-07-2019            | 105             | 8            |             |

### Singles
| Single met eventuele hitnotering(en) in de Nederlandse Top 40 | Datum van verschijnen | Datum van binnenkomst | Hoogste positie | Aantal weken | Opmerkingen                               |
| ------------------------------------------------------------- | --------------------- | --------------------- | --------------- | ------------ | ----------------------------------------- |
| You Say                                                       | 13-07-2018            | 22-06-2019            | 12              | 20           | Nr. 28 in de Single Top 100 / Alarmschijf |
| Rescue                                                        | 2019                  | 04-01-2020            | tip29*          |              |                                           |

| Single met hitnotering(en) in de Vlaamse Ultratop 50 | Datum van verschijnen | Datum van binnenkomst | Hoogste positie | Aantal weken | Opmerkingen                |
| ---------------------------------------------------- | --------------------- | --------------------- | --------------- | ------------ | -------------------------- |
| You Say                                              | 2018                  | 25-05-2019            | 10              | 26           | Nr. 7 in de Radio 2 Top 30 |
| Rescue                                               | 2019                  | 26-10-2019            | tip18           | -            |                            |

### Radio 2 Top 2000
| Nummer met noteringen in de NPO Radio 2 Top 2000 | '19  | '20 | '21  | '22  | '23  | '24  |
| ------------------------------------------------ | ---- | --- | ---- | ---- | ---- | ---- |
| You Say                                          | 1090 | 846 | 1066 | 1247 | 1356 | 1122 |

1. ↑  Een vetgedrukt getal geeft de hoogste notering aan.
2. ↑  2019 was het eerste jaar met een notering voor dit nummer.